# Motu proprio

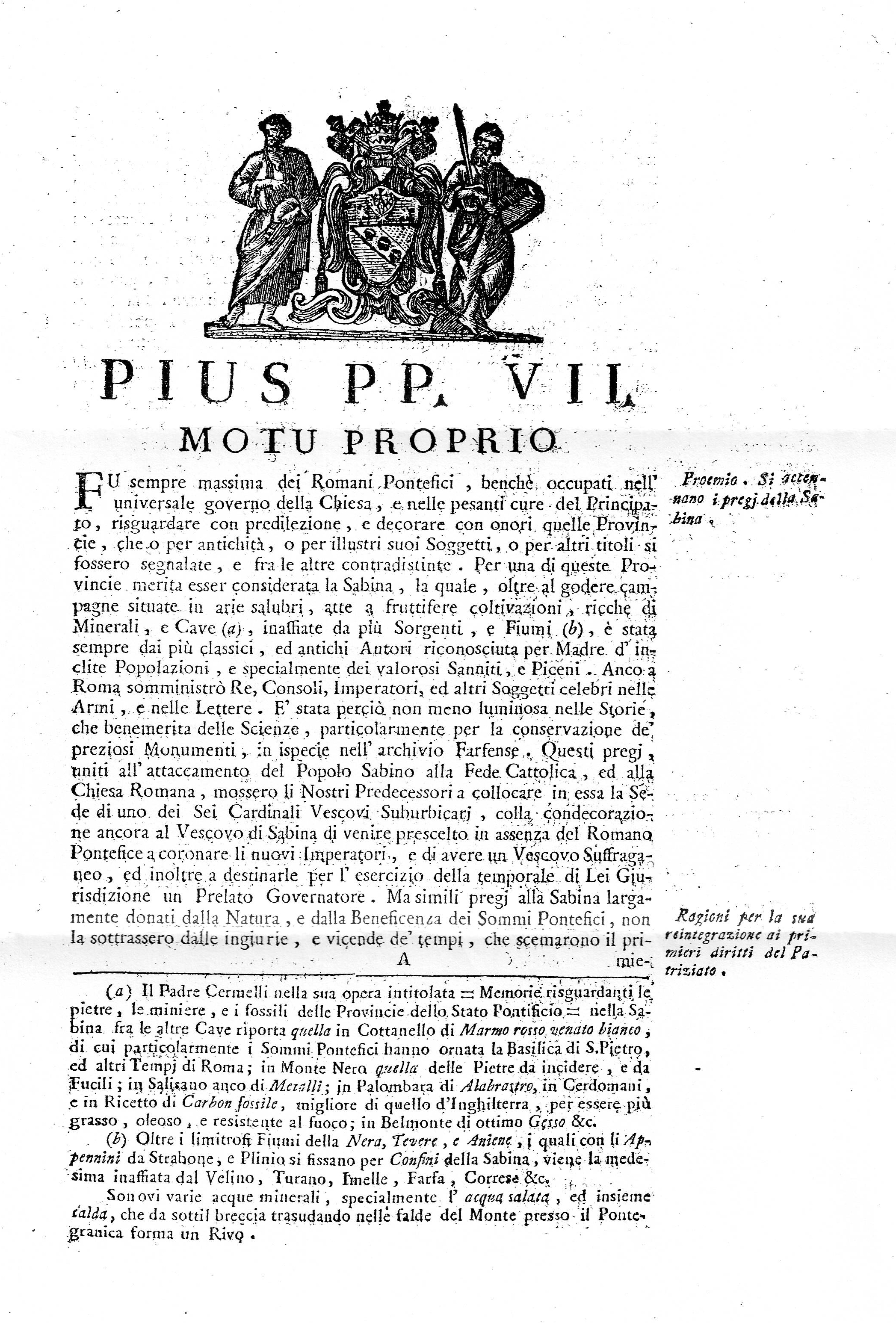
Motu proprio emitido pelo Papa Pio VII

A locução motu proprio (em latim literalmente 'por iniciativa própria') refere-se ao ato e documento de uma concessão emitida direta e exclusivamente por iniciativa própria de quem tem o poder ou a faculdade para tal -  em particular, um soberano. Embora nem sempre as concessões motu proprio fossem de iniciativa pessoal do soberano, a presença da fórmula indicava o pleno valor do documento como ato de iniciativa soberana, impedindo assim qualquer possível invalidação. Com a instauração dos regimes constitucionais, as medidas reais motu proprio limitaram-se aos atos de prerrogativa real relativos ao estado nobiliárquico e às ordens de cavalaria. 
É assim chamado em razão do uso frequente da fórmula introdutória "motu proprio", empregada no documento. É uma das espécies normativas da Igreja Católica, expedidas diretamente pelo próprio Papa. 
O documento motu proprio distingue-se do rescrito, por exemplo, que é um documento por meio do qual  Santa Sé ou autoridade eclesiástica se pronuncia, em resposta a um peticionário. Motu proprio significa ainda que se trata de matéria decidida pessoalmente pelo Papa e não por um cardeal ou outro conselheiro. 
Tem normalmente a forma de decreto e lembra, pela sua forma, um breve ou bula papal (outra espécie normativa) mas sem se revestir da solenidade própria desses documentos.
O primeiro documento motu proprio remonta a 1484, durante pontificado de Inocêncio VIII. Desde então continua a ser um ato administrativo bastante comum na Administração da Igreja.
A expressão motu proprio era também usada na antiga Roma,  pelos patrícios, no período de Caio Júlio César, como um convite pessoal, não público (veja citação de Suetônio, p. 24, A Vida dos Doze Césares).
Até 2019, o Papa Francisco já havia decretado 31 documentos motu proprio. Bento XVI fez uso desse recurso por 13 vezes, e João Paulo II, por 29  vezes.

## Exemplos de documentosmotu proprio
- «Intima Ecclesiae Natura» (Papa Bento XVI, Sobre o Serviço da Caridade, 11 de Novembro de 2012
- "Normas Nonnullas" (Bento XVI, 2013), sobre algumas modificações nas normas sobre a eleição do Papa.
- "Mitis Iudex Dominus Iesus" (Papa Francisco, 2015), sobre a reforma do processo canônico para a declaração de nulidade Matrimonial.